# ورزشگاه پلیس سلطنتی عمان
ورزشگاه پلیس سلطنتی عمان (به عربی: ستاد الشرطة السلطانية العُمانية) ورزشگاهی چندمنظوره در مسقط، عمان می‌باشد. امروزه از آن بیشتر برای برپایی مسابقه‌های فوتبال و به عنوان ورزشگاه خانگی باشگاه فوتبال عمان استفاده می‌شود. این ورزشگاه گنجایش ۱۵۰۰۰ نفر تماشاچی را دارد. این ورزشگاه به وسیلهٔ پلیس سلطنتی عمان حفظ شده و میزبان برپایی مراسم مربوط به وقایع ملی فرهنگی مختلف و رژه بوده‌است.